# 狭叶剪秋罗
狭叶剪秋罗（学名：Lychnis sibirica）是石竹科剪秋罗属的植物。其种加词“sibirica”意为“西伯利亚的”。分布于俄罗斯、蒙古以及中国大陆的内蒙古等地，生长于海拔500米至1,000米的地区，一般生于沙质草原、松林下或山麓多砾石草地，目前尚未由人工引种栽培。